# Swainsons smaragdkolibrie
Swainsons smaragdkolibrie (Riccordia swainsonii synoniem: Chlorostilbon swainsonii) is een vogel uit de familie Trochilidae (kolibries). De vogel is genoemd naar de Britse ornitholoog William Swainson.

## Verspreiding en leefgebied
Deze soort is endemisch in Hispaniola, een eiland in de Caraïbische Zee.